# Варналій Захарій Степанович
Захарій Степанович Варналій (нар. 21.02.1955 р. с. Крива Балка Саратський р-н Одеська обл.) — український економіст, доктор економічних наук (1998 р.), професор (2001 р.), академік НАЕН України, Заслужений діяч науки і техніки України (2005 р.).

## Біографія
Захарій Степанович Варналій народився 21 лютого 1955 р. у с. Крива Балка Саратського р-ну Одеської обл. Закінчив Київський державний університет ім. Т. Г. Шевченка за спеціальністю «Політична економія» (1980 р.).
З 1980 по 1981 р. працював асистентом кафедри політичної економії Кам'янець-Подільського сільськогосподарського інституту, з 1988 по 1992 р. старший викладач кафедри політичної економії Київського інституту політології та соціального управління, з 1992 по 1994 р. обіймав посаду "Доцент кафедри інноваційного менеджменту та підприємництва Київського національного університету ім. Т. Г. Шевченка.
З 1994 по 1996 Захарій Степанович обіймає посаду головного консультанта Адміністрації Президента України.
1999 р. захистив докторську дисертацію.
З 1999 по 2000 р. — професор кафедри економічної теорії Київського національного університету ім. Т. Г. Шевченка. З 2000 по 2001 р. — начальник відділу, з 2001 по 2003 р. — керівник Управління економічної безпеки Апарату РНБО України; з 2003 по 2007 р. — заступник директора Національного інституту стратегічних досліджень; з 2007 по 2012 р. — начальник Науково-дослідного центру з проблем оподаткування Національного університету ДПС України.
З 2012 р. і по теперішній час Захарій Степанович обіймає посаду професора кафедри фінансів Київського національного університету ім. Т. Г. Шевченка.
Захарій Варналій вивчає проблеми економічної теорії та ринкової економіки; розвитку підприємництва (зокрема малого бізнесу); формування приватного сектору і детінізації економіки. Він автор понад 500 наукових праць, у тому числі — 58 монографій, 30 підручників та навчальних посібників. Його наукові праці публікуються в Німеччині, Польщі, Латвії, Румунії, Білорусі, Казахстані, Росії, ОАЕ.

## Нагороди
- Відмінник освіти України (2002 р.);
- Заслужений діяч науки і техніки України (2005 р.);
- Орден «За заслуги» III ступеня (2008 р.);
- Знак МОН України «За наукові досягнення» (2009 р.);
- Знак ДПА України «Почесний працівник Державної податкової служби України» (2010 р.);
- Медаль «Народна шана українським науковцям 1918—2016» (2018 р.);
- Відзнака НАН України «За підготовку наукової зміни» (2019 р.);
- Лауреат премії імені Тараса Шевченка Київського національного університету імені Тараса Шевченка (2021 р.);
- Почесна Грамота Київського національного університету імені Тараса Шевченка (2021 р.);
- Лауреат Всеукраїнської літературно-мистецької премії «Київська книга року» у номінації "Література у галузі економічних наук" (2024)[2].